# Canton de Calais-2
Le canton de Calais-2 est une circonscription électorale française du département du Pas-de-Calais, en région Hauts-de-France.

## Histoire
Un nouveau découpage territorial du Pas-de-Calais entre en vigueur à l'occasion des premières élections départementales suivant le décret du 24 février 2014. Les conseillers départementaux sont, à compter de ces élections, élus au scrutin majoritaire binominal mixte. Les électeurs de chaque canton élisent au Conseil départemental, nouvelle appellation du Conseil général, deux membres de sexe différent, qui se présentent en binôme de candidats. Les conseillers départementaux sont élus pour 6 ans au scrutin binominal majoritaire à deux tours, l'accès au second tour nécessitant 12,5 % des inscrits au 1er tour. En outre la totalité des conseillers départementaux est renouvelée. Ce nouveau mode de scrutin nécessite un redécoupage des cantons dont le nombre est divisé par deux avec arrondi à l'unité impaire supérieure si ce nombre n'est pas entier impair, assorti de conditions de seuils minimaux. Dans le Pas-de-Calais, le nombre de cantons passe ainsi de 77 à 39.
Le canton de Calais-2 est formé de 25 communes, issues des anciens cantons de Guînes (14 communes), d'Ardres (8 communes), de Calais-Centre (2 communes) et de Desvres (1 commune), et d'une fraction de la commune de Calais. Avec ce redécoupage administratif, le territoire du canton s'affranchit des limites d'arrondissements, avec 16 communes incluses dans l'arrondissement de Calais, 8 dans l'arrondissement de Saint-Omer et 1 dans l'arrondissement de Boulogne-sur-Mer. Le bureau centralisateur est situé à Calais.

## Représentation
| Période élective | Période élective | Mandat | Mandat   | Identité        | Nuance | Nuance | Qualité                                                                             |
| ---------------- | ---------------- | ------ | -------- | --------------- | ------ | ------ | ----------------------------------------------------------------------------------- |
| 2015             | 2021             | 2015   | 2020     | Ludovic Loquet  |        | LREM   | Directeur territorial Maire d'Ardres depuis 2008, député (2020)                     |
| 2015             | 2021             | 2020   | 2021     | Marc Médine     |        | DVG    | Maire de Guînes (2007-2019), Président de la Communauté de communes du Pays d'Opale |
| 2015             | 2021             | 2015   | 2021     | Caroline Matrat |        | LREM   | Avocate Conseillère municipale de Calais                                            |
| 2021             | 2028             | 2021   | en cours | Ludovic Loquet  |        | DVG    | Directeur territorial, maire d'Ardres 8ème Vice-Président du conseil départemental  |
| 2021             | 2028             | 2021   | en cours | Caroline Matrat |        | LREM   | Conseillère sortante                                                                |

À l'issue du 1er tour des élections départementales de 2015, deux binômes sont en ballotage : Isabelle Gorre et Rudy Vercucque (FN, 33,08 %) et Ludovic Loquet et Caroline Matrat (PS, 32,72 %). Le taux de participation est de 51,61 % (14 757 votants sur 28 593 inscrits) contre 51,81 % au niveau départemental et 50,17 % au niveau national.
Au second tour, Ludovic Loquet et Caroline Matrat sont élus avec 54,75 % des suffrages exprimés et un taux de participation de 53,6 % (7 652 voix pour 15 324 votants et 28 592 inscrits).
Caroline Matrat a quitté le PS et a rejoint LREM. En septembre 2020, Ludovic Loquet devenu député est touché par le cumul de mandats et démissionne du conseil départemental.

## Composition
Le canton de Calais-2 comprend vingt-cinq communes et la partie de la commune de Calais située au sud d'une ligne définie par l'axe des voies et limites suivantes : depuis la limite territoriale de la commune de Coquelles, ligne de chemin de fer le long de la rue d'Epinal, rampe du Four-à-Chaux, rue Crespin, rue du Four-à-Chaux, autoroute A 16, canal de Calais à Saint-Omer, ligne de chemin de fer, bretelle de l'autoroute A 16, rond-point de la Nouvelle-France, watergang du Sud, avenue Antoine-de-Saint-Exupéry, jusqu'à la limite territoriale de la commune de Marck.
| Nom                            | Code Insee | Intercommunalité               | Superficie (km2) | Population (dernière pop. légale)               | Densité (hab./km2) | Modifier                                    |
| ------------------------------ | ---------- | ------------------------------ | ---------------- | ----------------------------------------------- | ------------------ | ------------------------------------------- |
| Calais (bureau centralisateur) | 62193      | CA Grand Calais Terres et Mers | 33,50            | Fraction : 5 882 (2022) Commune : 67 585 (2022) | 2 017              | modifier les données · modifier les données |
| Alembon                        | 62020      | CC Pays d'Opale                | 8,97             | 626 (2022)                                      | 70                 | modifier les données · modifier les données |
| Andres                         | 62031      | CC Pays d'Opale                | 7,15             | 1 534 (2022)                                    | 215                | modifier les données · modifier les données |
| Ardres                         | 62038      | CC Pays d'Opale                | 13,52            | 4 393 (2022)                                    | 325                | modifier les données · modifier les données |
| Les Attaques                   | 62043      | CA Grand Calais Terres et Mers | 20,81            | 2 065 (2022)                                    | 99                 | modifier les données · modifier les données |
| Autingues                      | 62059      | CC Pays d'Opale                | 2,97             | 291 (2022)                                      | 98                 | modifier les données · modifier les données |
| Bainghen                       | 62076      | CC Pays d'Opale                | 6,69             | 214 (2022)                                      | 32                 | modifier les données · modifier les données |
| Balinghem                      | 62078      | CC Pays d'Opale                | 5,79             | 1 225 (2022)                                    | 212                | modifier les données · modifier les données |
| Bouquehault                    | 62161      | CC Pays d'Opale                | 8,04             | 794 (2022)                                      | 99                 | modifier les données · modifier les données |
| Boursin                        | 62167      | CC Pays d'Opale                | 7,58             | 242 (2022)                                      | 32                 | modifier les données · modifier les données |
| Brêmes                         | 62174      | CC Pays d'Opale                | 7,25             | 1 311 (2022)                                    | 181                | modifier les données · modifier les données |
| Caffiers                       | 62191      | CC Pays d'Opale                | 4,77             | 726 (2022)                                      | 152                | modifier les données · modifier les données |
| Campagne-lès-Guines            | 62203      | CC Pays d'Opale                | 5,72             | 414 (2022)                                      | 72                 | modifier les données · modifier les données |
| Coulogne                       | 62244      | CA Grand Calais Terres et Mers | 9,16             | 5 403 (2022)                                    | 590                | modifier les données · modifier les données |
| Fiennes                        | 62334      | CC Pays d'Opale                | 11,64            | 849 (2022)                                      | 73                 | modifier les données · modifier les données |
| Guînes                         | 62397      | CC Pays d'Opale                | 26,42            | 5 508 (2022)                                    | 208                | modifier les données · modifier les données |
| Hardinghen                     | 62412      | CC Pays d'Opale                | 8,24             | 1 245 (2022)                                    | 151                | modifier les données · modifier les données |
| Herbinghen                     | 62432      | CC Pays d'Opale                | 4,31             | 423 (2022)                                      | 98                 | modifier les données · modifier les données |
| Hermelinghen                   | 62439      | CC Pays d'Opale                | 6,43             | 406 (2022)                                      | 63                 | modifier les données · modifier les données |
| Hocquinghen                    | 62455      | CC Pays d'Opale                | 1,94             | 116 (2022)                                      | 60                 | modifier les données · modifier les données |
| Landrethun-lès-Ardres          | 62488      | CC Pays d'Opale                | 5,71             | 792 (2022)                                      | 139                | modifier les données · modifier les données |
| Licques                        | 62506      | CC Pays d'Opale                | 18,36            | 1 657 (2022)                                    | 90                 | modifier les données · modifier les données |
| Louches                        | 62531      | CC Pays d'Opale                | 12,83            | 948 (2022)                                      | 74                 | modifier les données · modifier les données |
| Nielles-lès-Ardres             | 62614      | CC Pays d'Opale                | 4,48             | 586 (2022)                                      | 131                | modifier les données · modifier les données |
| Rodelinghem                    | 62716      | CC Pays d'Opale                | 4,35             | 555 (2022)                                      | 128                | modifier les données · modifier les données |
| Sanghen                        | 62775      | CC Pays d'Opale                | 6,17             | 327 (2022)                                      | 53                 | modifier les données · modifier les données |
| Canton de Calais-2             | 6219       |                                |                  | 38 532 (2022)                                   |                    | modifier les données                        |

## Démographie
En 2022, le canton comptait 38 532 habitants, en évolution de +0,1 % par rapport à 2016 (Pas-de-Calais : −0,72 %, France hors Mayotte : +2,11 %).
| 2013   | 2018   | 2022   |
| ------ | ------ | ------ |
| 38 433 | 38 540 | 38 532 |